# Kurt Wahle

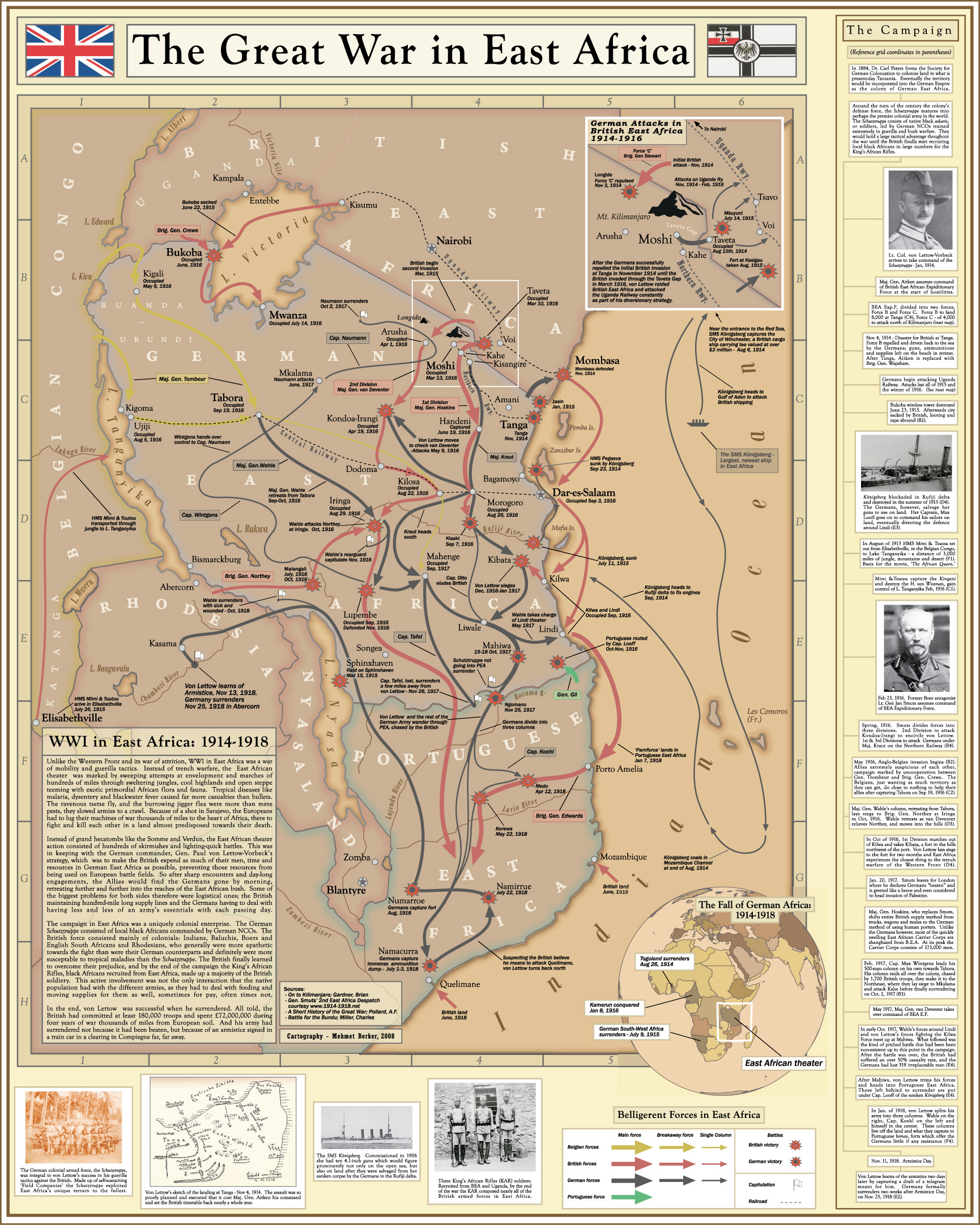
Kaart van militaire campagne in Oost-Afrika

Kurt Wahle (Neuhof bei Düben, 26 december 1854 - 19 juni 1928) was een Saksische luitenant-generaal, die in de Eerste Wereldoorlog als vrijwilliger bij de Schutztruppe für Deutsch-Ostafrika (de Duitse koloniale troepen in Oost-Afrika) aan de strijd in Duits-Oost-Afrika deelnam.
Wahle was een van de oudste militairen die tijdens de Eerste Wereldoorlog actief aan gevechtsacties deelnam.

## Militaire loopbaan
Wahle bezocht vanaf 1867 de cadettenschool in Dresden en werd in 1873 als vaandrig aangesteld in het leger van Saksen. Bij de oprichting van de Noord-Duitse Bond van 17 april 1867 werd het Saksisch Leger als XII Legerkorps in het nieuwe Bondsleger (Bundesheer) geïntegreerd.
In de loop van zijn militaire carrière was Wahle onder andere commandant van het 6. Königlich Sächsisches Infanterie-Regiments Nr. 105 „König Wilhelm II. von Württemberg“ in Straatsburg en vanaf 25 mei 1907 van de 45. Infanterie-Brigade (1. Königlich Sächsische) in Dresden.
Hij werd in deze hoedanigheid op 18 februari 1908 bevorderd tot generaal-majoor.
Op 23 maart 1910 ging Wahle op eigen verzoek als generaal-majoor met pensioen, en werd zur Disposition gesteld. Bij zijn afscheid benoemde koning Frederik August III van Saksen hem tot commandeur der Tweede Klasse in de Orde van Verdienste.

## Activiteiten in de Eerste Wereldoorlog
In 1914 was Wahle op reis naar Duits Oost-Afrika om zijn zoon Ralph te bezoeken, die daar een sisalplantage had. Hij arriveerde op 2 augustus 1914, kort na het begin van de Eerste Wereldoorlog (28 juli 1914), in Tanga en stelde zich samen met zijn zoon als vrijwilliger onder bevel van de commandant van Schutztruppe, toenmalig luitenant-kolonel Paul von Lettow-Vorbeck. Dit leidde tot een unieke situatie waarbij een generaal-majoor onder een luitenant-kolonel diende.
Wahle kreeg aanvankelijk in Morogoro het bevel over de Etappendienst en enkele maanden later werd hij tevens commandant van het garnizoen in Dar es Salaam. In 1915 was hij bevelhebber van de Westtruppen, de Duitse Schutztruppen aan het westelijke front in Duits Oost-Afrika die optraden tegen de Belgische koloniale strijdkrachten (Force Publique) van generaal Tombeur die oprukten uit Belgisch-Congo. Tijdens de Slag bij Tabora (8-19 september 1916) had Wahle de beschikking over 2000 à 2500 man, terwijl de Belgen beschikten over 10.000 man.
Nadat de Schutztruppen Tabora hadden opgegeven en zich naar het zuiden hadden teruggetrokken, kreeg Wahle het bevel over de belegering van de havenstad Lindi in 1917. Op 21 mei 1917 werd Wahle bevorderd tot luitenant-generaal (titulair.
Wahle werd op 19 juli 1917 benoemd tot Ridder in de exclusieve Saksische Militaire Orde van Sint-Hendrik.
In november 1917 trok hij met de Schutztruppen door Portugees-Oost-Afrika (het huidige Mozambique) en keerde in september 1918 met hen terug naar Duits Oost-Afrika. Hij had inmiddels een dubbele hernia:p31 die hem veel last bezorgde en in oktober 1918 bleef hij op dringend medisch advies en op bevel van Lettow-Vorbeck tijdens de mars achter in Ubena, een dorpje in het district Njombe tussen Mbeya en Iringa, met de Duitse gewonden en belandde daar op 17 oktober 1918 in Britse krijgsgevangenschap, die hij in Blantyre doorbracht. De volgende maand gaf Von Lettow-Vorbeck zich over op 25 november 1918, 2 weken na de Duitse capitulatie in Europa.
Na zijn vrijlating arriveerde hij op 26 februari 1919 in Rotterdam en keerde vervolgens terug naar Duitsland. Daar werd hij op 29 oktober 1920 benoemd tot Commandeur der IIe Klasse in de Militär-Sankt-Heinrichs-Orden.
Op 29 oktober 1920 werd hij bevorderd tot commandeur der Tweede Klasse van de Militaire Orde van Sint-Hendrik vanwege zijn optreden aan het westfront onder Von Lettow-Vorbeck. Wahles zoon, Oberleutnant der Reserve (Oblt.d.R.) Ralph Wahle, werd op 12 maart 1920 benoemd tot Ridder in de Militaire Orde van Sint-Hendrik.
Wahle publiceerde in 1920 een boek over zijn ervaringen in Oost-Afrika: Erinnerungen an meine Kriegsjahre in Deutsch-Ostafrika 1914- 1918.

## Loopbaan
- 1873 – 7. Saksische Infanterie Regiment Nr. 106 „Prinz Georg“[11]
- 1882 – 10. Saksische Infanterie Regiment Nr. 134[11]
- 1896 – 1. Saksische Leib-Grenadier Regiment Nr. 100[11]
- 1902 – Staf 8. Saksische Infanterie Regiment Nr. 107[11]
- 1906 – Commandant 6. Saksische Infanterie Regiment Nr. 105 „König Wilhelm II. von Württemberg“
- 1907 – Commandant 45. Infanterie-Brigade (1. Königlich Sächsische)[11]
- 1910 – Pensioen (“zur Disposition”[noot 1])[11]
- 1914 – Etappenleiding[noot 6] in Morogoro[12]
- Eind 1914 –tevens Commandant Garnizoen Dar es Salaam
- Mei 1915 – Commandant mobiele afdeling
- 26 Oktober 1915 – Commandant regio west[12]
- November 1916 – Bevelhebber Westtruppen
- 3 Juni 1917 – Bevelhebber Lindi-Front
- November 1917 – Commandant mobiele afdeling
- 17 Oktober 1918 – in Britse krijgsgevangenschap[12] in Ubena, later in Blantyre (Brits Nyasaland)

## Militaire loopbaan
- Kadett: 1867[11]
- Portepee-Fähnrich: 1 april 1873[11]
- Sekonde-Lieutenant: 1874[11]
- Premier-Lieutenant: 1881[11]
- Hauptmann: 1 april 1887[11]
- Major: 20 juni 1896[11]
- Oberstleutnant: 23 maart 1901[11]
- Oberst: 19 september 1906[11]
- Generalmajor: 18 februari 1908
- Generalleutnant (titulair): 21 mei 1917

## Veldslagen
- Slag bij Tabora, september 1916
- Slag bij Iringa, oktober 1916
- Slag bij Lupembe, september t/m november 1916
- Slag bij Kipata, 1916[20]
- Beleg van Lindi, mei 1917
- Slag om Mahiwa, 15-18 oktober 1917
- Slag bij Ngomano, 25 november 1917[21]

## Onderscheidingen en decoraties
- Orde van de Rode Adelaar 3e Klasse (Pruisen )[11]
- Kroonorde 2e Klasse (Pruisen )[11]
- Commandeur der Tweede Klasse in de Orde van Verdienste met de zwaarden (1910) (Saksen)[11]
- Commandeur der Tweede Klasse in de Albrechtsorde (Saksen)[11]
- Saksisch Dienstonderscheidingskruis voor 25 dienstjaren
- Officier in de Orde van de Rijzende Zon (IVe Klasse met gouden stralen en rozet) (旭日小綬章  (Kyokujitsu shōjushō) ) (Japan)[11]
- Officier in de Orde van de Heilige Schatten (IVe Klasse met gouden stralen en rozet) (勲四等瑞宝章 (Kun-yon-tō zuihōshō) ) (Japan)[11]
- Erekruis in de Württembergsche Kroonorde (Württemberg)
- Commandeur der Tweede Klasse in de Frederiks-Orde (Württemberg) (18-2-1908)[11]
- IJzeren kruis 2e klasse (2-9-1916)[11]
- IJzeren kruis 1e klasse (30-9-1917)[11]
- Commandeur der Tweede Klasse in de Militaire Orde van Sint-Hendrik (Saksen)[10][11]

In een brief van 22 januari 1920 aan het Reichswehrministerium (RWM), het Ministerie van Defensie van de Weimarrepubliek, werd Wahle door Von Lettow voorgedragen voor de Pour le Mérite, maar voor zover bekend is deze onderscheiding niet toegekend.